# ییریتسه و میروسلاوی
ییریتسه و میروسلاوی (به چکی: Jiřice u Miroslavi) یک منطقهٔ مسکونی در جمهوری چک است که در ناحیه زنویمو واقع شده‌است. ییریتسه و میروسلاوی ۸٫۵۲ کیلومتر مربع مساحت و ۴۲۱ نفر جمعیت دارد و ۱۹۸ متر بالاتر از سطح دریا واقع شده‌است.